# Peinture sur écorce
La peinture sur écorce est une forme d’art aborigène australien, qui consiste à peindre sur une bande d’écorce d’arbre (généralement de l'eucalyptus).

## Caractéristiques
Il s’agit d’une forme d’expression artistique continue rencontrée dans la Terre d’Arnhem et d’autres régions du nord de l’Australie, et y compris certaines parties de la région de Kimberley en Australie occidentale. Traditionnellement les peintures sur écorce (Bark painting en anglais) étaient produites à des fins pédagogiques et cérémonielles et étaient des objets éphémères. Aujourd’hui, ils sont très recherchés par les collectionneurs et les musées,.
Les dessins effectués sur les peintures sur écorce authentiques appartenaient à l’artiste ou à son clan, ils ne pouvaient être peints par d’autres artistes. Dans de nombreux cas, ces dessins étaient aussi utilisés pour peindre les corps pour des cérémonies ou des rituels, et pour décorer les totems utilisés dans les cérémonies funéraires. Les dessins eux-mêmes sont millénaires, mais la technique de peinture sur écorce est un phénomène relativement moderne, bien qu’il existe des preuves que des artistes peignaient ces dessins sur des murs d’écorce et des toits dans leurs abris.
Les plus anciennes peintures sur écorce datent du XIXe siècle, dont une chasse au kangourou du British Museum qui a été recueillie près de Boort dans le nord de Victoria par l’explorateur britannique John Hunter Kerr.
On retrouve une technique proche chez les Pygmées du peuple Mbuti.

## Galerie

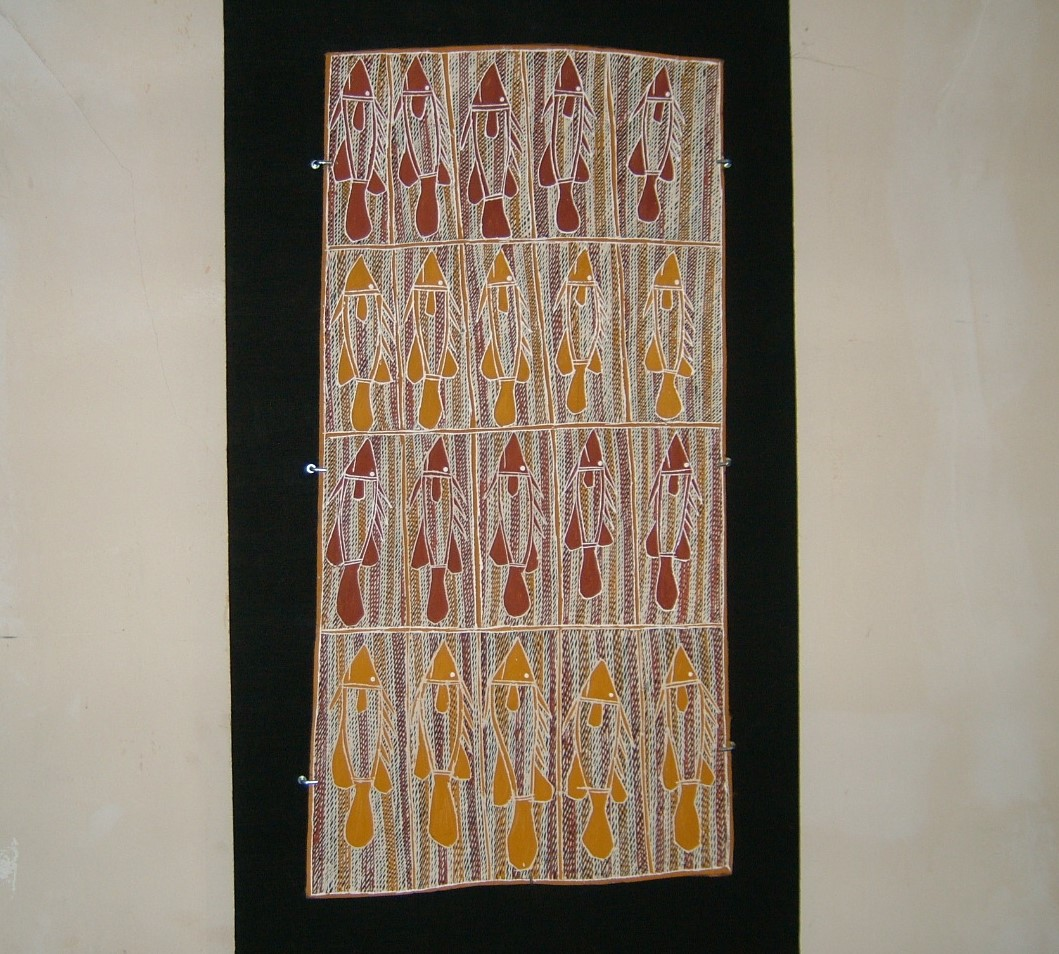
Peinture sur écorce aborigène.
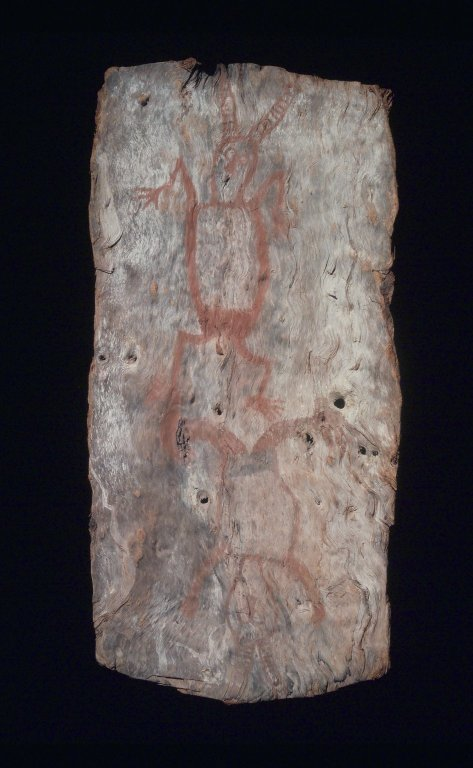
Peinture du Brooklyn Museum.
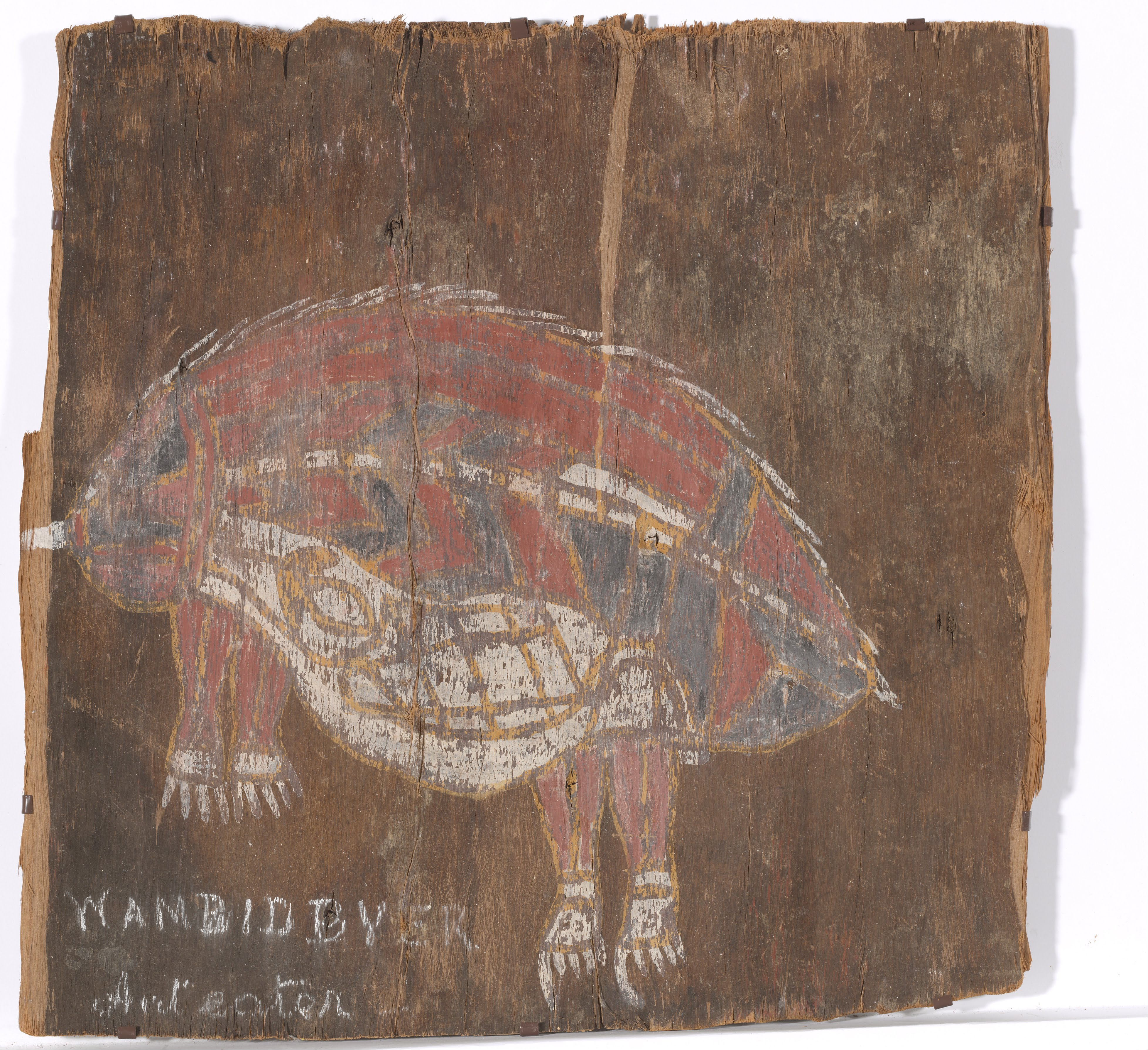
Peinture du peuple Kunwinjku.